# Генадије Костромски
Генадије Костромски и Љубимоградски (роћ. Григориј Иванович; почетак 16. века, Могиљов – 23. јануар [2. фебруар] 1565.) – оснивач манастира Спаситељско Генадијев, сада у епархији Јарослављ.

## Биографија
Живот Генадије је описан у његовом житију (1584-1586) и „Причи о проналаску моштију” (крај 1640-их), а помиње се и у Житију светог Корнелија Комељског (1589).
Григорије је рођен почетком 16. века у Могилеву (тада територија Велике кнежевине Литваније) у имућној породици бојара Ивана и његове жене Елене. Био је замишљен и склон самоћи. Снажна религиозност која се у њему манифестовала и жеља да често посећује манастире изазвали су негодовање његових родитеља.
Тада је Григориј, преобукавши се у сиромашну одећу, напустио родитељску кућу и упутио се у Москву. Посетивши њене светиње, отишао је у Новгородску земљу заједно са извесним Теодором, који је такође тежио монашким подвизима. Хтели да се населе у манастиру Александра Свирског, али је он директно изјавио да му је „немогуће да живи у пустињи као дечак“ и благословио их да оду у Вологодске шуме у скит Комел код монаха Корнелије.
Убрзо се Теодор вратио у Москву, након чега је имао велику породицу, доживео је дубоку старост; Григорије је, напротив, остао тамо „доста времена“, пострижен је са именом Генадиј. Убрзо је постао узоран монах и Корнелијев омиљени ученик. Браћа су била љубоморна на Генадија; међу њима је настао „жамор и непослушност“ самом Корнелију.
Према Генадијевом житију, избегавајући „олују клевета, клевета и шапутања“, или, према Корнелијевом житију, желећи да „ћути насамо“, Корнелије се заједно са Генадијем повукао на Сурско језеро, 25 км од Љубима, који је у стара времена био предграђе Костроме (сада град Јарославске области). Уз помоћ царевих пчелара који су ту живели, монаси су поставили келију и време проводили у трудовима, „сечући шуму и копајући земљу“; Да би исушили мочваре, својим су рукама ископали четири баре. На инсистирање великог кнеза Василија Ивановича, Корнилије се 1529. године вратио у свој манастир Комел и са „пустом пустињом“, односно новосаграђеним манастиром Љубимском шумом, „благосиљао“ Генадија. Овај скит је касније постао познат као Спасо-Генадијев манастир, у коме је Генадиј био игуман до краја својих дана.
За мало братство, које се састоји од шест људи, подигнута је црква у име Преображења Господњег. Уз помоћ великог кнеза Генадиј је украсио цркву „свим црквеним украсима“; Велики кнез је дао и залихе жита.
Са повећањем броја монаха, Генадиј је подигао још једну цркву у име Светог Сергија Радоњешког. Игуман је за братију био „слика смирења и трпљења“: цепао је дрва и носио огрев у келије, радио у кухињи и пекари, прао кошуље; Да би се опустио, с љубављу се бавио иконописом. Да би „смирио тело“ носио је гвоздене ланце и крстове. У рукописном житију Пахомија Нерехтског дат је вербални портрет светог Генадија: „средњих година, са црном косом, брадом Козме и Дамјана без сребра, одеждама часне схиме“.
Генадиј је постао познат по својој проницљивости и исцељењима. Монах је понекад ишао из Суре у Москву. Рекли су да је у једној од својих посета посетио кућу племкиње Јулианије Федоровне, жене Романа Јурјевича Захарјева, и, благословивши њену децу, предсказао јој да ће њена ћерка Анастасија бити краљица - она је заправо постала жена цара Ивана Грозног. Захарини су, у знак захвалности, помогли Генадију да подигне други храм у њиховом манастиру - у име Светог Сергија Радоњешког. Излечио је од тешке болести бојарина Бориса Палетског, који је манастиру поклонио драгоцено звоно. Генадиј је био исповедник Ивана Грозног и крстио је његову ћерку Ану.
Генадије, према сведочењу његовог ученика, „није знао да чита и пише“, али је оставио два књижевна дела аскетског и поучног карактера „Упозорење почетнику монаху“ и умирући „Поука браћи и свим људима“. У њима је Генадије остао веран налогу свог ментора, монаха Корнилија: „примите древне светитеље, оче, разум, трпљење, љубав и смирење, посебно саборну и келијску молитву и труд у нелицемерним трудовима. Према Генадију, монах треба само да познаје цркву, трпезу и своју келију, да „нежурно, мирно и спокојно обавља монашке послове“, да се стара о манастирском имању, а не да буде „непријатељски и непослушан човек“. Генадиј је подстицао своје наследнике да „не вређају сељаке насиљем“. За монаха црква треба да буде „земаљско небо“. „Не одсуствујте са црквеног сабора“, опомињао је Генадије своје ученике, „јер је прва гадост не доћи у цркву као монах... Ако се монах не причести шест недеља, он није монах. Неписмени Генадије саветовао је монасима да купују књиге. „Доличи ти, дете моје,“ написао је, „да обратиш пажњу на њих и примениш свој ум на поуке свог ума".
Мирно се упокојио 23. јануара [2. фебруара] 1565. године. Сахрањен у манастиру који је подигао.